# Modena Football Club 2000-2001
Questa pagina raccoglie le informazioni riguardanti il Modena Football Club nelle competizioni ufficiali della stagione 2000-2001.

## Stagione
Nella stagione 2000-2001 il Modena disputa il girone A del campionato di Serie C1, con 74 punti in classifica ha vinto il torneo ed è stato promosso in Serie B con il Como che ha vinto i playoff. Ha pure vinto la Supercoppa di Serie C1. Allenati dal confermato Gianni De Biasi i canarini sono ritornati in Serie B dopo un campionato dominato a lungo, con una leggera flessione accusata nel finale del torneo, pur riuscendo a tenere a distanza il Como, secondo in classifica. Nella Coppa Italia di Serie C il Modena vince il gruppo F di qualificazione, eliminando Sassuolo, Reggiana, Imolese e Castel San Pietro, poi nei sedicesimi elimina la Vis Pesaro, negli ottavi supera il Cesena, nei quarti ha la meglio sull'Avellino, poi esce dal torneo in semifinale eliminato dal Lumezzane. Al termine del campionato, il Modena disputa e vince la Supercoppa di Serie C, superando nella doppia finale il Palermo, che ha vinto il girone B della Serie C1.

## Rosa
| N. |                   | Ruolo | Calciatore           |
| -- | ----------------- | ----- | -------------------- |
|    | Italia (bandiera) | D     | Paolo Ardenghi       |
|    | Italia (bandiera) | P     | Andrea Armellini     |
|    | Italia (bandiera) | D     | Jacopo Balestri      |
|    | Italia (bandiera) | C     | Francesco Bertolotti |
|    | Italia (bandiera) | A     | Gianni Califano      |
|    | Italia (bandiera) | C     | Augusto Di Muri      |
|    | Italia (bandiera) | A     | Andrea Fabbrini      |
|    | Italia (bandiera) | A     | Giacomo Ferrari      |
|    | Italia (bandiera) | A     | Ciro Ginestra        |
|    | Italia (bandiera) | C     | Vito Grieco          |
|    | Italia (bandiera) | D     | Nicola Legrottaglie  |
|    | Italia (bandiera) | C     | Paolo Mandelli       |

| N. |                   | Ruolo | Calciatore        |
| -- | ----------------- | ----- | ----------------- |
|    | Italia (bandiera) | D     | Mauro Mayer       |
|    | Italia (bandiera) | C     | Omar Milanetto    |
|    | Italia (bandiera) | A     | Giovanni Muto     |
|    | Italia (bandiera) | P     | Maurizio Monguzzi |
|    | Italia (bandiera) | C     | Rubens Pasino     |
|    | Italia (bandiera) | D     | Luca Pinton       |
|    | Italia (bandiera) | C     | Paolo Ponzo       |
|    | Italia (bandiera) | D     | Andrea Quaglia    |
|    | Italia (bandiera) | C     | Massimo Scoponi   |
|    | Italia (bandiera) | D     | Luca Ungari       |
|    | Italia (bandiera) | A     | Marco Veronese    |
|    | Italia (bandiera) | C     | Mauro Zironelli   |

## Risultati

### Serie C1

#### Girone di andata
| Arbitro: | Nicoletti (Macerata) |

|                     |           |  |
| Califano 64’ (rig.) | Marcatori |  |

| Arbitro: | Amato (Castellammare di Stabia) |

|  |           |                               |
|  | Marcatori | 57’ Fabbrini 76’ Legrottaglie |

| Arbitro: | Dattilo (Locri) |

|                                      |           |          |
| Veronese 9’ V. Grieco 55’ Ungari 73’ | Marcatori | 63’ Gola |

| Arbitro: | De Marco (Chiavari) |

|  |           |                           |
|  | Marcatori | 24’ Veronese 81’ Califano |

| Arbitro: | Carlucci (Molfetta) |

|                                           |           |                              |
| Quaglia 29’ J. Balestri 45’ V. Grieco 50’ | Marcatori | 68’ Sensibile 84’ G. Ferrari |

| Arbitro: | Girardi (San Donà di Piave) |

|                                    |           |                                        |
| Melucci 58’ Menolascina 78’ (rig.) | Marcatori | 26’ Veronese 61’ Fabbrini 67’ Califano |

| Arbitro: | Cannella (Palermo) |

|  |           |               |
|  | Marcatori | 67’ V. Grieco |

| Arbitro: | De Marco (Chiavari) |

|                   |           |  |
| Gorini 77’ (aut.) | Marcatori |  |

| Arbitro: | Rizzoli (Bologna) |

|                                  |           |              |
| Alessi 2’ Protti 25’ Geraldi 32’ | Marcatori | 73’ Fabbrini |

| Arbitro: | Ioseffi (Siena) |

|                            |           |  |
| Pasino 32’ V. Grieco 45+2’ | Marcatori |  |

| Arbitro: | Cruciani (Pesaro) |

|                  |           |  |
| Centi 48’ (rig.) | Marcatori |  |

| Arbitro: | Ferraro (Crotone) |

|              |           |                        |
| Fabbrini 27’ | Marcatori | 90+3’ (aut.) Armellini |

| Leffe 3 dicembre 2000 13ª giornata | AlbinoLeffe        | 0 – 0 | Modena | Stadio Carlo Martinelli\| Arbitro: \| Ponzalli (Firenze) \| |
| Arbitro:                           | Ponzalli (Firenze) |       |        |                                                             |

| Arbitro: | Girardi (San Donà di Piave) |

|  |           |              |
|  | Marcatori | 55’ Costanzo |

| Arbitro: | Belloli (Bergamo) |

|  |           |              |
|  | Marcatori | 38’ Fabbrini |

| Arbitro: | M. Mazzoleni (Bergamo) |

|            |           |  |
| Pasino 64’ | Marcatori |  |

| Arbitro: | Palanca (Roma) |

|  |           |                                   |
|  | Marcatori | 11’ (rig.) Milanetto 90+2’ Ungari |

#### Girone di ritorno
| Arbitro: | Cannella (Palermo) |

|                |           |  |
| Cancellato 79’ | Marcatori |  |

| Arbitro: | Bergonzi (Genova) |

|                                             |           |           |
| Veronese 14’ G. Ferrari 31’, 59’ Ungari 79’ | Marcatori | 32’ Frick |

| Lumezzane 28 gennaio 2001 20ª giornata | Lumezzane      | 0 – 0 | Modena | Nuovo Stadio Comunale\| Arbitro: \| Zenere (Schio) \| |
| Arbitro:                               | Zenere (Schio) |       |        |                                                       |

| Modena 4 febbraio 2001 21ª giornata | Modena            | 0 – 0 | Cesena | Stadio Alberto Braglia\| Arbitro: \| Belloli (Bergamo) \| |
| Arbitro:                            | Belloli (Bergamo) |       |        |                                                           |

| Arbitro: | Liberti (Genova) |

|          |           |                               |
| Bruno 9’ | Marcatori | 24’ Pasino 36’, 76’ Zironelli |

| Arbitro: | Dattilo (Locri) |

|                                                            |           |                 |
| V. Grieco 26’ (rig.) Veronese 36’ Milanetto 54’ Pasino 86’ | Marcatori | 29’ De Vincenzo |

| Arbitro: | Cuttica (Alessandria) |

|                                   |           |  |
| Fabbrini 10’ V. Grieco 81’ (rig.) | Marcatori |  |

| Arbitro: | Bergonzi (Genova) |

|           |           |                                  |
| Gallo 88’ | Marcatori | 41’ (rig.) V. Grieco 71’ Scoponi |

| Arbitro: | Girardi (San Donà di Piave) |

|                         |           |               |
| Fabbrini 23’ Pasino 35’ | Marcatori | 28’ Lorenzini |

| Reggio Emilia 18 marzo 2001 27ª giornata | Reggiana          | 0 – 0 | Modena | Stadio Giglio\| Arbitro: \| Rizzoli (Bologna) \| |
| Arbitro:                                 | Rizzoli (Bologna) |       |        |                                                  |

| Modena 25 marzo 2001 28ª giornata | Modena             | 0 – 0 | Como | Stadio Alberto Braglia\| Arbitro: \| Cannella (Palermo) \| |
| Arbitro:                          | Cannella (Palermo) |       |      |                                                            |

| Arbitro: | Cuttica (Alessandria) |

|                      |           |              |
| Milanetto 85’ (aut.) | Marcatori | 72’ Veronese |

| Arbitro: | Brighi (Cesena) |

|                                   |           |  |
| Pasino 36’ V. Grieco 90+3’ (rig.) | Marcatori |  |

| Arbitro: | De Marco (Chiavari) |

|             |           |               |
| Logarzo 50’ | Marcatori | 45’ Zironelli |

| Arbitro: | Benedetti (Vicenza) |

|                                                     |           |              |
| Veronese 25’ Fabbrini 43’ Pasino 44’ Ginestra 90+2’ | Marcatori | 15’ Scazzola |

| Arbitro: | Ambrosino (Torre del Greco) |

|  |           |                |
|  | Marcatori | 90+7’ Ginestra |

| Arbitro: | Dattilo (Locri) |

|                                  |           |  |
| V. Grieco 49’ (rig.) Scoponi 69’ | Marcatori |  |

### Supercoppa di Serie C
| Arbitro: | Ginnoccaro (Lecce) |

|              |           |                           |
| Belmonte 35’ | Marcatori | 16’ Veronese 60’ Fabbrini |

| Arbitro: | Bergonzi (Genova) |

|                                        |           |  |
| Fabbrini 5’ Zironelli 53’ Ginestra 88’ | Marcatori |  |

### Coppa Italia

#### Girone F
| Sassuolo 17 agosto 2000 1ª giornata | Sassuolo        | 1 – 3 | Modena | Stadio Enzo Ricci\| Arbitro: \| Brighi (Cesena) \| |
| Arbitro:                            | Brighi (Cesena) |       |        |                                                    |

| Modena 20 agosto 2000 2ª giornata | Modena             | 2 – 0 | Imolese | Stadio Alberto Braglia\| Arbitro: \| Marchesi (Bergamo) \| |
| Arbitro:                          | Marchesi (Bergamo) |       |         |                                                            |

| Arbitro: | Romeo (Verona) |

|           |           |                          |
| Pirri 87’ | Marcatori | 6’ Veronese 65’ Fabbrini |

| Modena 27 agosto 2000 4ª giornata | Modena              | 4 – 1 | Castel San Pietro | Stadio Alberto Braglia\| Arbitro: \| G. Rocchi (Firenze) \| |
| Arbitro:                          | G. Rocchi (Firenze) |       |                   |                                                             |

| 30 agosto 2000 5ª giornata |  | – Turno di riposo Modena |  |  |

#### Turni ad eliminazione
| Arbitro: | Benedetti (Vicenza) |

|                                                            |           |                                         |
| Califano 22’, 45’ (rig.) Fabbrini 64’, 79’ J. Balestri 65’ | Marcatori | 11’, 77’ Segarelli 36’ (rig.) Pittaluga |

| Arbitro: | Romeo (Verona) |

|  |           |              |
|  | Marcatori | 84’ Veronese |

| Arbitro: | Girardi (San Donà di Piave) |

|  |           |             |
|  | Marcatori | 45+1’ Taldo |

| Arbitro: | Niccolai (Livorno) |

|  |           |                           |
|  | Marcatori | 40’ (rig.), 71’ Milanetto |

| Modena 24 gennaio Quarti - Andata | Modena        | 0 – 0 | Avellino | Stadio Alberto Braglia\| Arbitro: \| Ciampi (Pisa) \| |
| Arbitro:                          | Ciampi (Pisa) |       |          |                                                       |

| Arbitro: | Giannoccaro (Lecce) |

|  |           |              |
|  | Marcatori | 74’ Fabbrini |

| Arbitro: | Niccolai (Livorno) |

|            |           |             |
| Pinton 43’ | Marcatori | 3’ Guidetti |

| Arbitro: | Ponzalli (Firenze) |

|                                                             |           |  |
| Buscè 37’ Guidetti 43’ Ghizzani 50’ Campana 52’ Beretta 84’ | Marcatori |  |